# Ilha do Pernambuco
A Ilha do Pernambuco está situada na baía de Babitonga, no litoral sul brasileiro, ao norte do Estado de Santa Catarina.